# Barneville-la-Bertran

Barneville-la-Bertran este o comună în departamentul Calvados, Franța. În 1 ianuarie 2022 avea o populație de 121 de locuitori.